# Glees
Glees est une municipalité allemande située dans le land de Rhénanie-Palatinat et l'arrondissement d'Ahrweiler.

## Personnalités liées à la ville
- Joseph Deharbe (1800-1871), jésuite mort à l'abbaye de Maria Laach